# Sebastião Lima Duarte
Sebastião Lima Duarte (* 3. April 1964 in Carutapera) ist ein brasilianischer Geistlicher und römisch-katholischer Bischof von Caxias do Maranhão.

## Leben
Sebastião Lima Duarte empfing am 30. November 1991 die Priesterweihe. 1998 erwarb er in Rom ein Lizenziat in Theologie. Im Bistum Zé Doca war Lima zunächst als Pfarrer an der Kathedrale tätig, ehe er unter anderem diözesaner Koordinator für Seelsorge und Rektor des Priesterseminars wurde. Vor seiner Bischofsernennung war er Generalvikar des Bistums Zé Doca.
Papst Benedikt XVI. ernannte ihn am 7. Juli 2010 zum Bischof von Viana. Der Bischof von Zé Doca, Carlo Ellena, spendete ihm am 18. September desselben Jahres die Bischofsweihe; Mitkonsekratoren waren Xavier Gilles de Maupeou d’Ableiges, Altbischof von Viana, und José Belisário da Silva OFM, Erzbischof von São Luís do Maranhão. Die Amtseinführung im Bistum Viana fand am 25. September desselben Jahres statt.
Papst Franziskus ernannte ihn am 20. Dezember 2017 zum Bischof von Caxias do Maranhão.